# Villa General Belgrano
Villa General Belgrano è una piccola città dell'Argentina, appartenente alla provincia di Córdoba, dipartimento di Calamuchita. È situata a 90 km a sud della capitale provinciale. Si trova nella valle Calamuchita, circondata da montagne, 9 km a nord di Santa Rosa de Calamuchita, ed anche 35 km a nord della città di Embalse.
Si tratta di una piccola città con l'architettura tipica bavarese, che emerge dalla sua primi coloni immigrati tedeschi (127 famiglie che hanno fatto la più grande colonia tedesca in Argentina), immigrati svizzeri (34 famiglie), gli immigrati italiani (25 famiglie) e immigrati austriaci (19 famiglie).
Ha 7.795 abitanti secondo il censimento INDEC del 2010.